# Суффрагий
Суффра́гий (лат. suffragium, мн. ч. suffragia) — рекомендация императору о назначении на государственную должность в позднем Древнем Риме и ранней Византии. Суффрагиальная система была подвержена коррупции и постепенно выродилась в покупку должностей. Несмотря на многократные попытки запрета, перемежавшиеся ослаблениями, продолжала существовать несколько веков.

## Описание
Люди, занимающие высокие государственные посты, назначались императором. Кандидатов на высочайшие должности, такие как magister militum и префекты преториев, императоры выбирали самостоятельно, но для должностей ниже, такие как губернаторов провинций, император пользовался рекомендациями советников, называемых суффрагаторами (лат. suffragator).
При этом была важна не должность суффрагатора, а его личная близость к императору — например, в поздней империи преторианский префект Востока имел возможность оказывать влияние на выбор императором губернаторов восточных провинций, поскольку находился вместе с ним в Константинополе, в то время как для других префектов преториев это было более проблематично.
Недостатком системы было то, что советники часто предлагали кандидатов не только на должности, стоящие у них в подчинении, но на все доступные должности, и не имели привилегий в выборе. Например, Симмах жаловался, что, будучи префектом города, он не мог назначать подчинённых ему магистратов: не имея связей во дворе императора, он не имел возможности оказать давление на выбор кандидатов.
Система рекомендаций давала преимущество людям со связями перед талантливыми кандидатами более низкого происхождения. В частности, военным приходилось испытывать конкуренцию за военные должности с гражданскими лицами, близкими ко двору. Более того, такая система рекомендаций быстро стала коррумпированной — должности стали просто покупаться. Римские императоры предпринимали меры по борьбе с покупкой суффрагиев. Например, Юлиан Отступник (361—363) издал необычный закон, согласно которому сделка по покупке суффрагия не была юридически защищена — если продавец возьмёт деньги или землю за рекомендацию, а покупатель не получит должность, то покупатель не может вернуть затраченное.
Суффрагиальная система деградировала со временем и к концу IV века выродилась в полноценную покупку должностей. Согласно сообщениям Евнапия, во времена регентши Пульхерии (414—421) проводились аукционы по продаже губернаторских должностей. Судя по законам Юстиниана I (527—565), запрещающим продажу суффрагиев, значительная часть дохода от их продажи шла в императорскую казну (хотя посредники, такие как префекты преториев, также брали свою долю). Несмотря на многочисленные попытки запрета, неизвестно, были в них какой-либо положительных эффект.